# Cochoa
Cochoa es un género de aves paseriformes nativas del sudeste asiático. Anteriormente se las incluía entre la familia Muscicapidae, pero ahora, tras estudios genéticos, se clasifican de nuevo en la familia Turdidae. Las cochoas son pájaros de mediano tamaño y vivos colores que viven en los bosques cerca de fuentes de agua de mediano tamaño, que se alimentan de insectos y moluscos.

## Especies
- Cochoa purpurea - Cochoa púrpura;
- Cochoa viridis - Cochoa verde;
- Cochoa beccarii - Cochoa de Sumatra;
- Cochoa azurea - Cochoa de Java.

## Taxonomía
Sus patrones de colores intensos y contrastados, su dimorfismo sexual y hábitos alimenticios hicierno su clasificación complicada desde el principio. Richard Bowdler Sharpe las sitió en la familia Prionopidae en 1879, mientras que posteriormente se clasificaron como unos miembros atípicos de la familia Muscicapidae. Pero los estudios genéticos indicaron una mayor proximidad con los miembros de la familia Turdidae.